# Alto Medio Gurgueia (tiểu vùng)
Alto Medio Gurgueia là một tiểu vùng thuộc bang Piauí, Brasil. Tiều vùng này có diện tích 27609 km², dân số năm 2007 là 77173 người.